# Jules Hoüel
Guillaume-Jules Hoüel, né le 7 avril 1823 à Thaon et mort le 14 juin 1886 à Périers-sur-le-Dan, est un mathématicien français.

## Biographie
D’une ancienne famille protestante de Normandie, Jules Hoüel a fait ses études au lycée de Caen, puis au collège Rollin à Paris, établissement qui préparait le concours aux grands écoles, avant d’entrer, en 1843, à l’École normale supérieure, où il témoigne d'un esprit rigoureux. Il a vraisemblablement côtoyé Louis Pasteur, étant de la même promotion.
Agrégé de mathématiques en 1847, il professe successivement dans les lycées de Bourges (1846-1847), Bordeaux (1847-1849), Pau (1849-1851), Alençon (1851-1855) et Caen (1856).
Le 18 aout 1855, il soutient à la Sorbonne sa thèse en mécanique céleste intitulée « Sur l'intégration des équations différentielles dans les problèmes de mécaniques », avec pour thèse complémentaire en astronomie « Applications de la méthode de M. Hamilton aux perturbations de Jupiter ». Remarqué par Urbain Le Verrier qui lui propose de rejoindre l'Observatoire de Paris, il préfère rester en province, dans sa maison de Thaon, où il poursuit ses recherches (notamment sur les perfectionnements des tables logarithmiques). Durant cette période, il commence son activité de traducteur avec des articles du scientifique Gustav Lejeune-Dirichlet pour le Journal de mathématiques pures et appliquées.

En 1859, il succède à Victor-Amédée Le Besgue sur la chaire de mathématiques pures à la Faculté des sciences de Bordeaux où il restera jusqu'à sa retraite. De là, il travaille à ses recherches par correspondance, refusant catégoriquement d'aller à Paris, comme en témoigne cet extrait :

« Tu aimes Paris. Tant mieux, puisque tu y es. Mais je t'affirme que tout ce que j'en ai vu et entendu dire par toi et les autres qui ont quitté la province pour s'y fixer ne me donne pas la moindre envie d'en faire autant. Je ne pourrais jamais me résigner à une vie dans laquelle on doit dire adieu à tout repos. […] Je deviens de plus en plus parisophobe »

— Lettre adressée à Berger datée du 13 janvier 1867, Bibliothèque municipale de Caen, Ms. in-4° 333, folio 37.
Dès lors, Il rédige et publie ses cours et ses articles, dirige le Bulletin des sciences mathématiques, continue ses travaux de traductions, et participe activement à la vie de la Société des sciences physiques et naturelles de Bordeaux. Ses recherches et ses activités éditoriales l'amènent à créer un vaste réseau comprenant des mathématiciens de toute l'Europe avec qui il entretient des correspondances. Sa nécrologie rédigée par Gaston Darboux dans le Bulletin des sciences mathématiques témoigne d'une carrière brillante par ses productions écrites et ses recherches, bien connues de ses contemporains en France comme à l'étranger.

## Travail scientifique

### Enseignement et principes fondamentaux de la géométrie et de la trigonométrie
Il travaille à l'étude des principes fondamentaux de la géométrie et à l'enseignement de ces derniers. L’examen des traités de géométrie élémentaire existants ne le satisfont pas. Selon lui, il est nécessaire de remplacer les démonstrations indirectes par des démonstrations directes, de supprimer autant que possible les démonstrations par l’absurde et d'introduire l'idée de limite.

### Les axiomes
Hoüel propose une révision délicate des premières propositions d’Euclide. Il s'agit de distinguer d’une façon précise les axiomes d’ordre purement géométrique, de déterminer le rôle de l’expérience dans l’établissement et dans le choix de ces axiomes et enfin d'organiser un enseignement rationnel et progressif de la géométrie. Il publie en 1863 son étude dans Essai d’une exposition rationnelle des principes fondamentaux de la géométrie élémentaire. Cet ouvrage est ensuite publié sous une forme plus complète en 1867 et 1885 sous le titre d’Essai critique sur les principes fondamentaux de la géométrie élémentaire, ou Commentaire sur les XXXII premières propositions d’Euclide.
L’existence d’un espace immobile et indéfini, où les corps peuvent être déplacés en conservant toutes leurs propriétés, est admise. La géométrie est fondée sur la notion indéfinissable et expérimentale de l’invariabilité des figures. L’idée d’invariabilité de forme émane de l’expérience. L’hypothèse de l’invariabilité de figure ne peut être assise sur des expériences susceptibles d’une approximation indéfinie et présentant une certitude objective. Celle-ci est acceptée parce qu’elle paraît plus conforme aux impressions physiologiques et qu’elle explique de la façon la plus simple les phénomènes affectant les sens. Hoüel prend alors pour base les axiomes suivants : 
- Axiome I. - Trois points suffisent, en général, pour fixer dans l’espace la position d’une figure.
- Axiome II. - Il existe une ligne, appelée ligne droite, dont la position dans l’espace est complètement fixée par les positions de deux quelconques de ses points, et qui est telle que toute portion de cette ligne peut s’appliquer exactement sur une autre portion quelconque, dès que ces deux portions ont deux points communs.
- Axiome III. - Il existe une surface telle qu’une ligne droite, qui passe par deux quelconques de ses points, y est renfermée tout entière, et qu’une portion quelconque de cette surface peut être appliquée exactement sur la surface elle-même, soit directement, soit après qu’on l’a retournée, en lui faisant faire une révolution autour de deux de ses points. Cette surface est le plan.

Il établit ces axiomes en faisant appel à l’expérience et en introduisant l’idée du mouvement, abstraction faite du temps employé à l’accomplir, c’est-à-dire l’idée de mouvement géométrique. L’idée de mouvement n’est pas plus complexe que celle de grandeur et d’étendue et c’est à la notion de mouvement qu’on doit l’idée de grandeur.
Hoüel discute la 20e proposition d’Euclide selon laquelle la ligne droite est le plus court chemin d’un point à un autre, proposition que de nombreux auteurs ont choisie comme définition de la ligne droite. Quoique cette vérité puisse être considérée comme une vérité d’expérience, elle est, au point de vue géométrique, assez complexe. Euclide démontre, au lieu de l’admettre, cette proposition qui comprend l’idée de grandeur et de comparaison de la ligne droite à tous les chemins possibles. Hoüel travaille alors à plusieurs reprises sur la définition de la longueur d’une courbe et y introduit les notions de limite et d’infiniment petit.
Le quatrième axiome qu’emploie Hoüel correspond au XIe axiome d'Euclide (dit Postulatum d'Euclide) : 
- Par un point donné on ne peut mener qu’une seule parallèle à une droite donnée. Dès 1863, Hoüel considère la démonstration de cet axiome comme impossible. Hoüel montre qu'il est possible de prendre un second axiome :
- Deux droites de même direction ne peuvent se rencontrer, et sont parallèles. Il admet le postulatum d’Euclide ou bien le remplace par une proposition équivalente. Hoüel publie alors en 1870 une « Note sur l'impossibilité de démontrer par une construction plane le principe des parallèles, dit Postulatum d'Euclide », dans la revue Nouvelles annales de mathématiques : journal des candidats aux écoles polytechnique et normale[5].

### Les Tables numériques
Hoüel consacre une part de son travail à la construction des tables numériques et à leurs perfectionnements. Il effectue des travaux de correction et d'enrichissement aidé par l'ingénieur Pierre Alexandre Francisce Lefort. Ils publient leurs corrections dans Les Nouvelles Annales de Mathématiques, notamment celles contenues dans la dernière partie de la Table des logarithmes des nombres de Callet, erreurs constatées par collation de la Table de Callet sur les grandes tables du Cadastre.

#### Tables numériques à cinq décimales
Fondées sur les tables de Joseph Jérôme Lefrançois de Lalande, les tables numériques de Hoüel permettent de fournir le logarithme d’un nombre ou le nombre correspondant à un logarithme, avec cinq décimales exactes et de faire connaître à cinq secondes près un arc donné par le logarithme de son sinus.
Elles comprennent les logarithmes de 1 à 10 000  ainsi que les logarithmes des sinus, cosinus, tangentes et cotangentes de 0 à 45°. Hoüel ajoute aux tables de Joseph Jérôme Lefrançois de Lalande une table de logarithmes d’addition et de soustraction. Il s'agit d'une table destinée à faciliter la recherche du logarithme de la somme ou de la différence de deux nombres connus seulement par leurs logarithmes. Les tables d’addition et de soustraction servent à résoudre simplement ce problème - étant donnés log m et log n, trouver log (m {\displaystyle \pm } n) -, elles donnent en outre une solution plus approchée.
Hoüel adopte la séparation bien que ses tables fussent à simple entrée et il améliore la disposition de Zech en prenant le nombre C pour argument de la seconde table, dont il diminue l’étendue, sans restreindre le degré d’approximation qu’elle doit fournir.
En 1866, Hoüel publie en complément de ses tables à cinq décimales, son Recueil de formules et de Tables numériques qui est ensuite republié à deux reprises notamment en 1901

#### Détermination de logarithme à très grand nombre de décimales
Tout comme Henry Briggs, Hoüel travaille et publie des tables sur la détermination des logarithmes contenant un nombre important de décimales. Dans son article « Sur une simplification apportée par M. F. Burnier à la méthode de Flower pour l’usage des Tables de Logarithmes abrégées », paru en 1870 dans la revue Mémoires de la Société des Sciences physiques et naturelles de Bordeaux, Il donne un exemple d’une table de cette nature (empruntée à au mathématicien et physicien autrichien Anton Steinhauser le Jeune (1842–1898)) et en explique l’usage. Le problème à résoudre est double. Il s’agit de déterminer le logarithme d’un nombre donné ou bien le nombre correspondant à un logarithme donné. La première question est résolue en 1771 par Flower et Hoüel l’applique à log {\displaystyle \pi }.Burnier simplifie cette méthode et Hoüel donne un exemple numérique de la forme nouvelle alors obtenue.
Dans son Introduction sur la disposition et l’usage de ces tables, Hoüel appuie d’une façon plus particulière sur les fonctions hyperboliques de Lambert, sur les fonctions elliptiques et sur leurs applications.

#### Unité de mesure
Sa note IV « Sur l’unité angulaire », de l’Essai de Greifswald de 1863, est relative à cette question. Hoüel montre l’avantage que présente le choix du quadrant comme unité d’angle et la division décimale appliquée à celle unité pour le calculateur. Il précise qu'il est nécessaire de construire une série de tables trigonométriques, à un plus ou moins grand nombre de décimales, suivant cette division, si une telle mesure est adoptée. Hoüel expose ses vues théoriques et les met en pratique. Il publie des tables pour la réduction du temps en parties décimales du jour. Il rédige une note Sur le choix de l'unité angulaire qui est lue devant l’Académie des sciences par M.d'Abbadie en 1870.
Hoüel reprend le travail de l'Allemand Ludwig Schrön (de) sur les tables de logarithmes et les tables de proportion. Il effectue leur traduction et y adjoint ses propres travaux de disposition matérielle des tables et d'ajout d’une table de nombres usuels avec leurs logarithmes.

### Les fondements du calcul infinitésimal

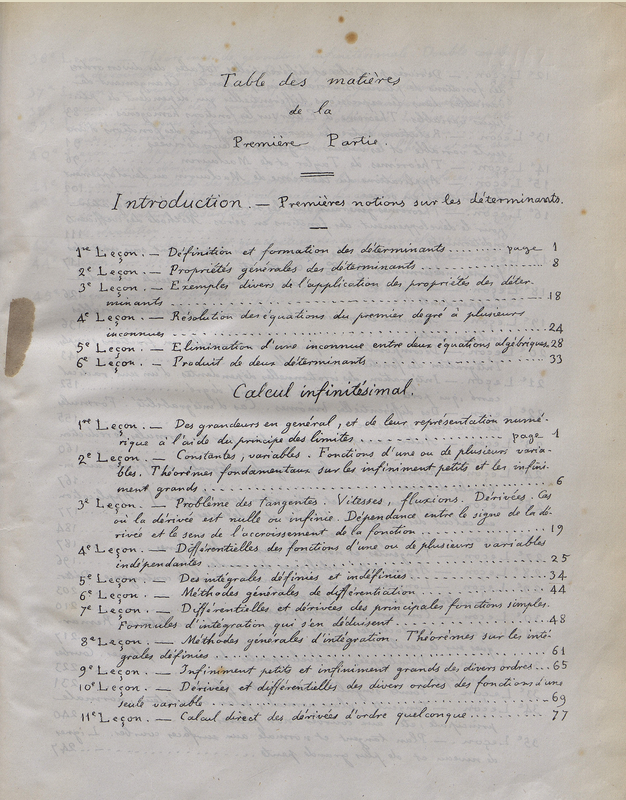
Cours de calcul infinitésimal de Jules Hoüel, université de Bordeaux, entre 1878 et 1881.

Hoüel étudie les fondements du calcul infinitésimal en lien avec les enseignements qu'il produit à la faculté des sciences de Bordeaux. En 1871, il publie ses cours sous forme autographiée avant qu'ils ne soient typographiés sous le titre de Théorie élémentaire des quantités complexes (Composé de 4 volumes : I-Algèbre des quantités complexes (1867), II-Théorie des fonctions uniformes (1868), III-Théorie des fonctions multiformes (1869) et IV-Théorie des quaternions (1873)). Hoüel en reprend le contenu dans son Cours de calcul infinitésimal (1878-1881) qui est publié sous différentes formes. 
"Ce traité est en grande partie la reproduction de mes leçons autographiées ... publiées en 1871 et 1872" - Jules Hoüel, Préface Cours de Calcul infinitésimal, Livre 1.
 Dans son introduction, Hoüel s’occupe tout d’abord des principes généraux du calcul des opérations considérées au point de vue le plus abstrait et en ayant égard uniquement à leurs propriétés combinatoires. Elles sont indépendantes de leur nature intrinsèque et de celle des quantités qui leur sont soumises. Ces notions servent de base à l’étude du calcul infinitésimal. Hoüel se penche sur ces questions dans son ouvrage Théorie élémentaire des quantités complexes (IV, Introduction aux Quaternions), pour y revenir encore dans Considérations élémentaires sur la généralisation successive de l'idée de quantité dans l'analyse mathématique en 1883.
Considérant le Calcul des Opérations au point de vue des applications auxquelles il conduit, Hoüel adopte la méthode de Hermann Hankel tout en conservant les notations de Hermann Günther Grassmann. Elles ont l’avantage de se prêter facilement à la généralisation, parce leurs formes ne rappellent aucune des notations usuelles et qu'elles permettent de conserver la disposition habituelle des calculs.

### Quantités négatives et des quantités imaginaires
Cette théorie des quantités négatives et des quantités imaginaires est étudiée par plusieurs mathématiciens tel-que William Rowan Hamilton, de Hermann Günther Grassmann et Hermann Günther Grassmann mais sans démonstrations. En parallèle de ces chercheurs, Hoüel a la notion du principe de permanence des règles de calcul. Il reconnait l’impossibilité d’étendre les règles de calcul admises pour les quantités arithmétiques à toute autre quantité que les quantités négatives et complexes.
Hoüel permet la diffusion en France du livre de Jean-Robert Argand Sur une manière de représenter les quantités imaginaires dans les constructions géométriques  à qui l’on doit une des premières interprétations géométriques des quantités complexes. Il le traduit et le publie, précédé d’une notice sur l’auteur.

### Autres travaux
À la fois traducteur, mathématicien, chercheur, Hoüel participe à de nombreux projets. Il agit activement à la diffusion en France de la théorie des déterminants dont l’origine remonte à Leibniz. De même, il introduit la méthode de Giusto Bellavitis connue sous le nom de calcul des équipollences qu'il publie dans les Nouvelles annales de mathématiques.
Il développe l’idée de quantité complexe, formée avec deux ou avec plusieurs unités linéairement indépendantes. Elle est publiée dans Procès-Verbaux des Mémoires de la Société des Sciences physiques et naturelles de Bordeaux et dans Théorie des quantités complexes.
Hoüel compile également des tables de notation et travaille sur les perturbations planétaires.

## Sa participation à la Société savante des Sciences physiques et naturelles de Bordeaux
La société savante des Sciences physiques et naturelles de Bordeaux a été créée en 1850 (et dissoute en 1975). Jules Hoüel contribua largement à son rayonnement en tant qu'archiviste (de 1864 à 1872) et rédacteur de nombreux articles mathématiques, historiques ou traductions dans un périodique consacré appelé Mémoire de la société des sciences physiques et naturelles de Bordeaux. Grâce à ses correspondances qu'il mène avec des scientifiques du monde entier, la société de Bordeaux entretenait plus d'une centaines de contacts avec d'autres sociétés savantes du monde entier. Ainsi, cette société offre un lieu d'édition et de traduction propice à Hoüel, mais aussi à la diffusion et échanges de la recherche scientifique.

## Publications
Que ce soit par ses traductions, ses articles, ses ouvrages ou ses correspondances, Jules Hoüel a participé activement à l'évolution des Sciences, que ce soit en mathématiques, en géométrie ou en astronomie, ainsi qu'à la diffusion de la pensée à travers l'Europe. Toutes ses productions, que ce soit en tant que traducteur, collaborateur, éditeur ou scientifique sont référencés

### Ouvrages
- Sur l'intégration des équations différentielles dans les problèmes de mécanique. Suivi de Application de la méthode de M. Hamilton au calcul des perturbations de Jupiter, Paris, Mallet-Bachelier, 1855 (lire en ligne).
- Considérations élémentaires sur la généralisation successive de l'idée de quantité dans l'analyse mathématique : suivi de remarques sur l'enseignement de la trigonométrie, Paris, Gauthier-Villars, 1883.
- Cours de calcul infinitésimal, Paris, 1878-1881.
- Éléments de la théorie des quaternions, Paris, Gauthier-Villars, 1874.
- Essai critique sur les principes fondamentaux de la géométrie élémentaire ou commentaire sur les XXXII premières propositions des éléments d'Euclide, Paris, Gauthier-Villars, 1867.
- Essai d'une exposition rationnelle des principes, fondamentaux de la géométrie élémentaire, Greisfwald, Th. Kanike, 1863.
- Mémoire sur le développement des fonctions en séries périodiques au moyen de l'interpolation, Paris, Gauthier-Villars, 1864.
- Notions élémentaires sur les déterminants, Paris, Gauthier-Villars, 1871.
- Recueil de formules et de tables numériques, Paris, Gauthier-Villars, 1868.
- Sur l’Intégration des équations différentielles dans les problèmes de mécanique, Paris, Mallet-Bachelier, 1855.
- Sur le Calcul des équipollences : méthode d'analyse géométrique de M. Bellavitis, Paris, Gauthier-Villars, 1869.
- Tables de logarithmes à cinq décimales : pour les nombres et les lignes trigonométriques, suivies des logarithmes d'addition et de soustraction ou logarithmes de Gauss et de diverses tables usuelles, Paris, Gauthier-Villars, 1871.
- Théorie élémentaire des quantités complexes, Paris, Gauthier-Villars, 1867-1874.
- Sur le développement de la fonction perturbatrice suivant la forme adoptée par Hansen dans la théorie des petites planètes, Paris, Gauthier-Villars, 1875 (lire en ligne).

### Articles
- Nouvelles annales de mathématiques
- Bulletin des Sciences mathématiques et astronomiques : co-éditeur avec Darboux de 1870 à 1882
- Mémoires de la Société des sciences physiques et naturelles de Bordeaux

### Traductions
Hoüel était polyglotte, bien qu'il n'ait pas voyagé en dehors de la France. Il connaissait de nombreuses langues européennes, ce qui lui a permis tout au long de sa vie d'échanger avec les mathématiciens de tous horizons, et de traduire de nombreux articles et ouvrages, partageant alors les débats mathématiques et scientifiques de son époque.
- Giuseppe Battaglini (it), « Sur la géométrie imaginaire de Lobatchevski », Nouvelles annales de mathématiques, Paris,‎ 1868.Nikolaï Ivanovitch Lobatchevski (1792-1856) mathématicien russe, inventeur d'une géométrie non euclidienne.
- (de) Lobatchevski, Études géométriques sur la théorie des parallèles : suivi d'un extrait de la correspondance de Gauss et de Schumacher, Paris, Gauthier-Villars, 1866.
- Nikolaj Ivanovič Lobačevskij et Hermann von Helmholtz, La théorie des parallèles, Paris, Librairie scientifique et technique Albert Blanchard, 1980, 71 p., 1 vol. : ill. ; 24 cm (OCLC 1254586720, lire en ligne sur Gallica).

- Bolyai Farkas et Bolyai Janos, La science absolue de l’espace indépendante de la vérité ou de la fausseté de l’axiome XI d’Euclide : suivie de La quadrature géométrique du cercle, dans le cas de la fausseté de l’axiome XI,... précédé d’une Notice sur la vie et les travaux de W. et de J. Bolyai par Franz Schmidt, Paris, Albert Blanchard, 1868 (lire en ligne sur Gallica).La traduction de l’Appendix va jouer un rôle important dans la connaissance et la diffusion de la géométrie non-euclidienne et les débats qui se déroulent à cette époque. Le Tentamen édité en 1832 de Farkas Bolyai et János Bolyai (fils), traduit également par Hoüel, regroupe l'Appendix ainsi que d'autres articles scientifiques rédigés en latin[b]. Ces deux volumes contiennent des planches d'illustration avec des parties de figures géométriques qui se déplient, comme dans certaines éditions anciennes des Éléments d'Euclide.

- Carl Anton Bjerknes, Niels Henrik Abel : tableau de sa vie et de son action scientifique, 1855.Carl Anton Bjerknes, mathématicien et physicien norvégien.

- Vasily Grigorevich Imschenetsky, Étude sur les méthodes d'intégration des équations aux dérivées partielles du second ordre d'une fonction de deux variables indépendantes, Paris, Gauthier-Villars, 1873, 152 p., 23 cm (OCLC 263101472).
- (ru) Vasily Grigorevich Imschenetsky, Sur l'intégration des équations aux dérivées partielles du premier ordre : suivi de Étude sur les méthodes d'intégration des équations aux dérivées partielles du second ordre d'une fonction de deux variables indépendantes, vol. 1869-1871, Paris, Gauthier-Villars.

- Ludwig Schrön (de), Tables de logarithmes à sept décimales, Paris, Gauthier-Villars, 1906 (revue et corrigée), xvi-474-iv-76, 27 cm (OCLC 494811043).

- Johann Peter Gustav Lejeune Dirichlet, Sur la détermination des valeurs moyennes dans la théorie des nombres, S. l., s. n., c. 1849, 353-375 p., 1 vol. ; 27 cm (OCLC 876818953)

- Dr. Richard Baltzer (de), Théorie et applications des déterminants : avec l'indication des sources originales, Paris, Mallet-Bachelier, 1861, xii-235, 1 vol. ; in-8° (OCLC 859842480, lire en ligne sur Gallica).Heinrich Richard Baltzer, mathématicien allemand, auteur, professeur d'université et écrivain (1818-1887) et membre de Académie des sciences de Saxe.

- Richard Dedekind, « Sur les hypothèses qui servent de fondement à la géométrie : Mémoire posthume de B. Riemann », Mémoires de la Société royale des Sciences de Göttingue, t. xiii,‎ 1895.

- Hermann von Helmholtz, « Sur les faits qui servent de base à la géométrie », Actes de la Société d'histoire naturelle et de médecine de Heidelberg, Bordeaux, imprimerie de G. Gounouilhou, vol. 4,‎ 1895 (OCLC 804638149, lire en ligne [25 cm]).

### Rôle au sein Faculté des Sciences et Techniques de Bordeaux
De 1859 à 1884, Jules Hoüel enseigna l'analyse réelle et complexe à la Faculté des sciences de Bordeaux. Il était réputé en tant que pédagogue en France comme en Europe, comme l'attestent ses cours qu'il détaillait et publiait chez Gauthier-Villars. Ses cours, divisés en deux parties, sont regroupés en un seul volume dont le doyen de la faculté des Sciences M. Abria a fait don à la bibliothèque des Sciences de Bordeaux en février 1883. Cet ouvrage est numérisé sur la plateforme BabordNum.

### Correspondances et manuscrits
Nombreuses ont été ses correspondances avec des mathématiciens, libraires, étudiants et professeurs de mathématiques de toute l'Europe, se constituant un vaste réseau. Une grande partie de ses correspondances est conservée à l'Académie des sciences de Paris, d'autres manuscrits à la Bibliothèque de l'Institut, à la Bibliothèque municipale de Caen et à l'Institut Mittag-Leffler à Djursholm. Philippe Henry et Philippe Nabonnand ont publié l'intégralité de la correspondance entretenue avec Joseph Marie De Tilly (entre 1870 et 1885), et une partie des lettres adressées à Gaston Darboux (entre décembre 1874 et 1875), ainsi qu'avec Victor-Amédée Le Besgue (entre 1867 et 1868).

### Réediteur de texte
Sur les questions qui l'intéressaient, Hoüel se procurait des éditions de textes devenues introuvables et les faisait rééditer. C'est le cas du traité d'Argand sur les quantités imaginaires (Jean-Robert Argand, Essai sur une manière de représenter les quantités imaginaires dans les constructions géométriques, 1874 (lire en ligne))

## Le fonds Jules Hoüel

### Bibliothèque personnelle
Se constituant un vaste réseau personnel de correspondants et en tant que rédacteur du Bulletin des sciences mathématiques et astronomiques et des Mémoires de la Société des sciences physiques et naturelles de Bordeaux, Jules Hoüel se crée une collection importante de publications écrites (articles, ouvrages, notes, thèses, …) de ses contemporains qui les lui adressent. Il collecte également tout au long de sa vie des ouvrages de tables de logarithmes de diverses époques (du XVIe au XIXe siècle) ainsi que des traités de géométrie et d'astronomie.
Il compile, de 1823 à 1886, sur une liste, les recueils, mémoires, thèses qu'il obtient grâce à sa correspondance et qu'il conserve dans sa bibliothèque. Il tient à jour une liste de ces références dans un ouvrage Catalogue manuscrit des Mémoires scientifiques rassemblés par Jules Hoüel. (Sans titre, cette liste est nommée par la faculté de Bordeaux).

### Le fonds Jules Hoüel à l’université de Bordeaux
À sa mort, sa famille lègue à l’université de Bordeaux les 719 ouvrages de sa bibliothèque, constituant le Fonds Hoüel. Ce fonds est actuellement conservé à la Bibliothèque Universitaire des Sciences et Techniques de l’Université de Bordeaux. Afin de valoriser ce fonds, l'Université de Bordeaux a entrepris de le numériser et de le rendre accessible sur Babordnum. De même les ouvrages de sa bibliothèque, tamponnés « Bibliothèque de M. Hoüel », sont en cours de numérisation.
24 ouvrages ont été numérisés et sont présentés sur Babordnum :      
- Antoine d'Abbadie, Résumé géodésique des positions déterminées en Éthiopie, Leipzig, 1859, 38 p..
- Antoine d'Abbadie, Instruments à employer en voyage et manière de s'en servir, Paris, 1878, 48 p. (lire en ligne).
- Antoine d'Abbadie, Sur la Latitude d'Abbadia, près de Hendaye (Basses-Pyrénées), Paris, Gauthier-Villars, 1875, 7 p. (lire en ligne).
- Antoine D'Abbadie, Sur la division décimale de l'angle du temps, Paris, Gauthier-Villars, 1870, 4 p. (lire en ligne).
- Antoine d'Abbadie, Étude sur la verticale, Bordeaux, Gounoulhiou, 1872, 11 p. (lire en ligne).
- Antoine d'Abbadie, Sur quelques desiderata de l'astronomie, Bruxelles, 1881, 16 p. (lire en ligne).
- (la) Farkas Bolyai et János Bolyai, Tentamen juventutem studiosam in elementa matheseos purae, elementaris ac sublimioris, methodo intuitiva, evidentiaque huic propria, introducendi, Maros Vasarhelyini, J. & S. Kali, 1832 (lire en ligne).
- (la) Farkas Bolyai et János Bolyai, Tentamen juventutem studiosam in elementa matheseos purae, elementaris ac sublimioris, methodo intuitiva, evidentiaque huic propria, introducendi, Maros Vásárhelyini, Kali, 1833 (lire en ligne).
- B. Bramer, Apollonius Cattus, oder Kern der Gauze Geometriae, in drey Theil B. Bramer. IIte theil : De sectione cylindri, Cassel, Johann Ingebrand, 1684 (lire en ligne).
- B. Bramer, Apollonius Cattus, oder Kern der Gauze Geometriae, in drey Theil B. Bramer. Erste theil : Demonstrationes Euclidis geometrische, Cassel, Johann Ingebrand, 1684 (lire en ligne).
- B. Bramer, Apollonius Cattus, oder Kern der Gauze Geometriae, in drey Theil B. Bramer. IIIte theil : Bericht zu Jobst Burgi Triangular Instrument, Cassel, Johann Ingebrand, 1684 (lire en ligne).
- John Napier et Henry Briggs, Arithmétique logarithmetique, ou la Construction & usage d'une table contenant les logarithmes de tous les nombres depuis l'unité jusques à 100 000 et d'une autre table en laquelle sont comprins les logarithmes des tangentes & secantes, de tous les degrez et minutes du quart du cercle, selon le raid de 10,00000,00000, Goude, P. Rammasein, 1628 (lire en ligne).
- Georges Brunel, Notice sur l'influence scientifique de Guillaume-Jules Hoüel, professeur honoraire à la Faculté des sciences de Bordeaux, Bordeaux, impr. de G. Gounouilhou, 1888, 78 p. (lire en ligne).
- (la) Pierre Gassendi, Tychonis Brahei, equitis dani, astronomorum coryphaei vita., Paris, Mathurini Dupuis, 1654 (lire en ligne)
- Jules Hoüel, Catalogue manuscrit des Mémoires scientifiques rassemblés par Jules Hoüel, 1886, 321 p.[16]
- Jules Hoüel, Théorie élémentaire des quantités complexes (IV, Introduction aux Quaternions), Paris, Gauthier-Villars, 1873, 298 p.[12]
- Jules Hoüel, Cours de calcul infinitésimal, professé à la Faculté des Sciences de Bordeaux. Seconde Partie suivie d'un Appendice sur la Théorie des quantités complexes, Paris , Bordeaux, Gauthier-Villars , P. Chaumas, 1872 (lire en ligne).
- Jules Hoüel, Résumé des leçons de calcul infinitésimal, professées à la Faculté des Sciences de Bordeaux. Première partie, Paris, Bordeaux, Gauthier-Villars,  P. Chaumas, 1871 (lire en ligne).
- Pierre Cyprien Oré, Thèses pour le doctorat ès-sciences naturelles soutenues... : 1re Thèse : Recherches expérimentales sur la transfusion du sang. 2e Thèse : Expériences sur la production des algues inférieures dans les infusions de matières organiques, Bordeaux, G. Gounouilhou, 1865, 57 p. (lire en ligne).
- (la) Lucius Valentinus Otho, Georg Joachim Rhetikus, Opus palatinum de triangulis a Georgio Joachimo Rhetico coeptum, L. Valentinus Otho principis palatini Friderici IV electoris mathematicus consummavit, Neustadt, Matthäus Harnisch, 1592 (lire en ligne).
- Georges Rayet, Histoire de la Faculté des sciences de Bordeaux (1838-1894), Paris, E. Dentu, 1897, 369 p. (lire en ligne).
- (la) Grégoire de Saint-Vincent, R.P. Gregorii à Sto. Vincentio ex societate Iesu opus geometricorum posthumum ad mesolabium per rationum proportionalium novas proprietates. Finem operis mors authoris antevertit., Gandavi, 1668 (lire en ligne).
- Niccolò Tartaglia, L'arithmetique de Nicolas Tartaglia Brescian, grand mathematicien, et prince des praticiens., Paris, Gilles Beys, 1578 (lire en ligne).
- George Auguste Vorsterman van Oyen, Quelques arpenteurs hollandais de la fin du xvime et du commencement du xviime siècle et leurs instruments, Rome, Imprimerie des sciences mathématiques et physiques, 1870, 54 p. (lire en ligne)